# Karsa
Karsa est un prénom hongrois masculin.

## Étymologie
Karsa ([ˈkɒɾʃɒ]) ou sa variante Karcsa ([ˈkɒɾt͡ʃɒ]) est probablement un diminutif de l'ancien nom de personne hongrois Kara, d'origine turque ancienne avec le sens « noir » ; mais ce pourrait être aussi une variante du titre horka (en) (connu aussi comme harka ou karha), ou bien selon une autre hypothèse un nom d'origine turque ancienne avec le sens de « buse » ou « faucon gerfaut ».

## Équivalents
- Kara, Karád, Karcsa, Gara

## Fête
Les "Karsa" se fêtent le 16 janvier ou le 28 mai.